# Klaviersonate Nr. 1 (Rachmaninow)

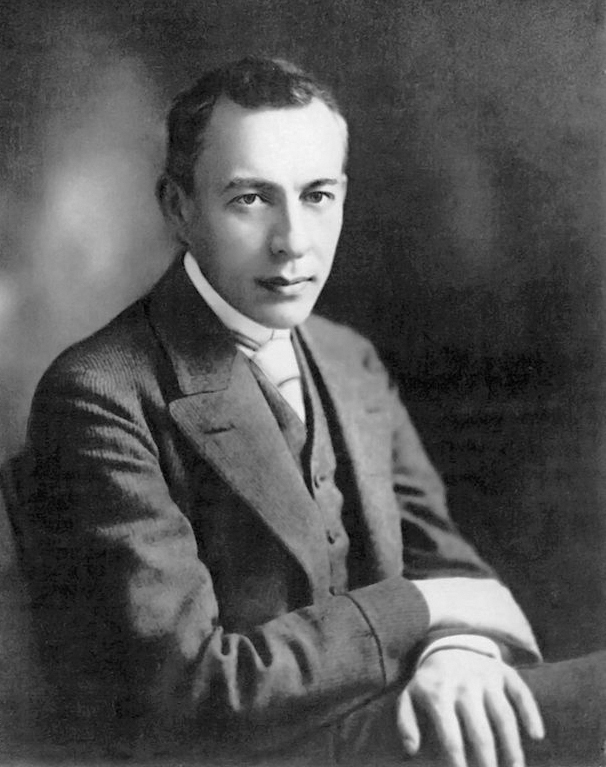
Der junge Rachmaninow 1901

Die Sonate Nr. 1 d-Moll op 28 ist eine zwischen 1907 und 1908 komponierte Klaviersonate des russischen Pianisten und Komponisten Sergei Rachmaninow. Sie wurde am 17. Oktober 1908 in Moskau von seinem Freund Konstantin Nikolajewitsch Igumnow uraufgeführt.
Neben der zweiten Sinfonie ist sie das zweite große Werk, das während Rachmaninows Zeit in Dresden entstand und von dem Skizzen bis ins Jahr 1906 zurückreichen.
Die vergleichsweise lange Komposition steht im Schatten der wesentlich bekannteren zweiten Klaviersonate b-Moll op. 36 und hat mit dem Bezug auf die Faust-Tragödie Johann Wolfgang von Goethes ein musikalisches Programm.

## Hintergrund
Auf den literarischen Hintergrund der Sonate wies Rachmaninow erst nach der Uraufführung hin. In einem Brief an den befreundeten Nikita Morosow erklärte er die Dimension des „sperrigen und endlosen“ Werkes, mit dem er nicht recht zufrieden war. Die Sonate würde durch ein zugrundeliegendes Programm und eine Leitidee in die Länge gezogen – „drei gegensätzliche Charaktere eines literarischen Werkes.“
Hierbei handelt es sich um Faust, Mephisto und Gretchen aus Goethes Tragödie, Figuren, die Rachmaninow ähnlich beeindruckten wie zuvor Franz Liszt, der sie in seiner dreisätzigen Faust-Sinfonie porträtiert hatte. Wie der einflussreiche Vorgänger überlegte auch Rachmaninow, das Material seiner Klaviersonate später für eine Sinfonie zu nutzen, konnte dies aber wegen der pianistischen Faktur nicht umsetzen. An Liszt orientiert, dominiert Faust den ersten, Gretchen den zweiten und Mephisto den dritten Satz.
War die Sonate literarisch inspiriert, sollte es etwas später die Malerei sein, die Rachmaninow zu einer Komposition anregte. Das Gemälde Die Toteninsel von Arnold Böcklin, das er zunächst als Schwarzweißfoto in Paris gesehen hatte und später im Original in einer Galerie in Leipzig betrachtete, beeindruckte ihn derart, dass er sich zu einer musikalischen Umsetzung unter dem gleichnamigen Titel entschloss, der sinfonischen Dichtung op. 29, die am 18. April 1909 in Moskau uraufgeführt wurde.

## Zur Musik und Programmatik
Die Sonate hat eine Spieldauer von etwa 35 Minuten und umfasst die drei Sätze:
- I. Allegro moderato
- II. Lento
- III. Allegro molto

Mit der melancholisch-pathetischen Klangsprache, den dramatischen Aufschwüngen und dynamischen Steigerungen gehört sie wie seine Préludes und die Klavierkonzerte zur Musik der Spätromantik.

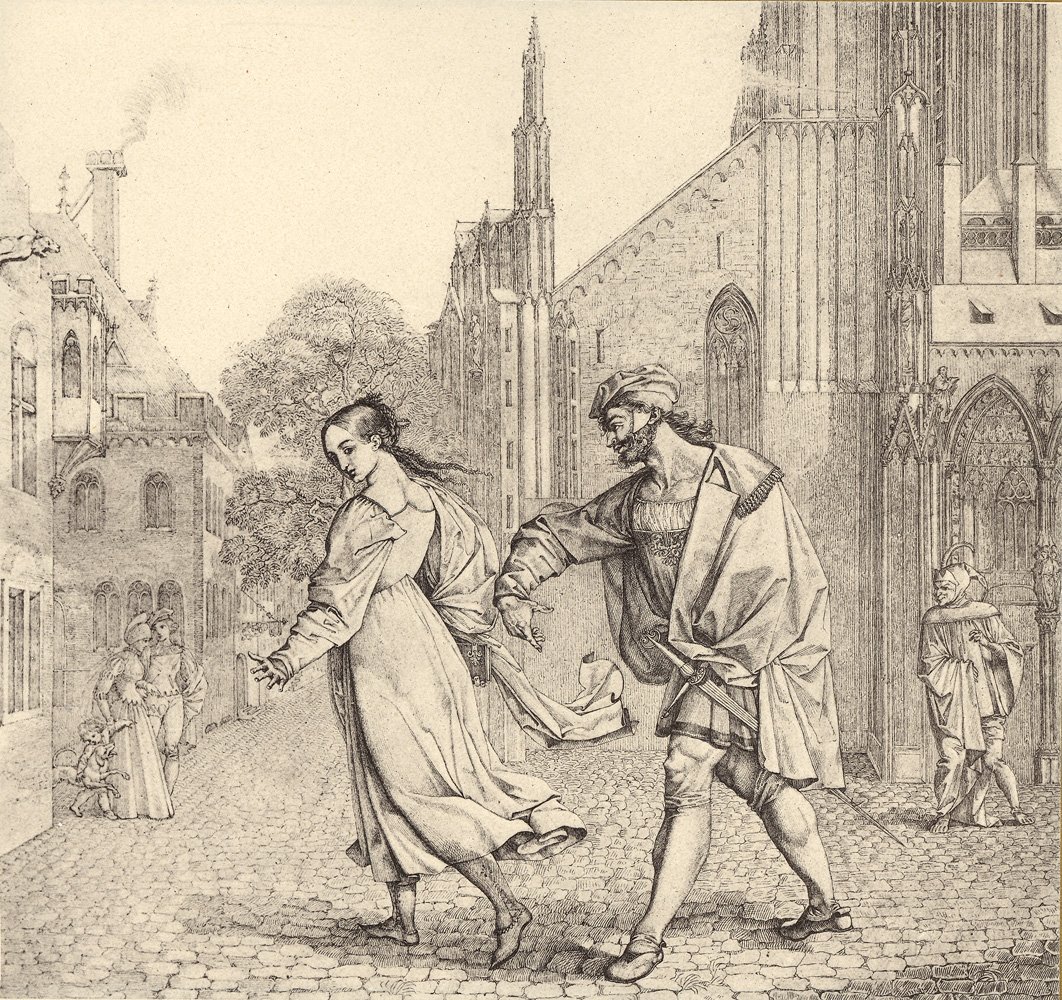
Faust bietet Gretchen den Arm, von Peter von Cornelius (1811)

Das erste, schlichte und resignative Thema des ersten Satzes beginnt mit einem abfallenden Quintschritt in d-Moll und soll das Denken des alternden Faust vorstellen. Sein grüblerischer Ernst wird durch das bereits in Takt 15 erklingende zweite Thema (Meno mosso) noch vertieft. Die Hoffnungslosigkeit führt Faust bis zu Selbstmordgedanken, aus denen ihn erst die Osterglocken herausreißen.
Rachmaninow illustriert den Osterspaziergang und den Chor der Engel mit dem dritten Thema in B-Dur (Moderato) über einer polymetrischen Begleitung (Sechzehntel- gegen Achtel-Triolen), für die er auf ein Kirchenlied zurückgreift.
Zu pianistischen Höhepunkten kommt es bei der Umsetzung von „Auerbachs Keller“ und der „Hexenküche“, deren gewaltige Klangmassen erklären, warum Rachmaninow eine Sinfonie vorschwebte.
Der musikalische Verlauf spiegelt Goethes Vorlage wider: Glaubt Faust im Zauberspiegel Helena zu erblicken („Welch ein himmlisch Bild / Zeigt sich in diesem Zauberspiegel! / O Liebe, leihe mir die schnellsten deiner Flügel, / Und führe mich in ihr Gefild!“) und will kurz vor Verlassen der Hexenküche erneut in den Spiegel sehen, entgegnet Mephisto: „Du siehst mit diesem Trank im Leibe, / Bald Helenen in jedem Weibe.“ worauf Faust in der nächsten Szene Gretchen auf der Straße trifft und anspricht. Dies umsetzend übernimmt der Komponist das Tonmaterial für Margarete aus dem Fausts, so dass sie als seine Kopfgeburt erscheint und transformiert den Kirchengesang in ein helles D-Dur.
In dieser Tonart endet der Satz mit dem ersten Motiv Fausts, der zunächst zur Ruhe gekommen zu sein scheint.
Kontrastierend beginnt der zweite Satz zunächst ruhig und gefühlvoll mit dem Quintmotiv des Allegros der linken über einer Triolenbewegung der rechten Hand. Eine einfache diatonische Melodie ab Takt 8 stellt Gretchens schlicht-naives Gemüt vor. Im weiteren Verlauf wird die Faktur komplexer und geht bis in Passagen über, die an Skrjabin erinnern. Am Ende scheint sich Faust unter den Einflüsterungen des Teufels von Margarete abzuwenden – die Schlussakkorde zeugen von Trübsinn und Resignation.
Der ausgedehnte dritte Satz ist ein wilder, dynamischer Parforceritt, der von den Hexen, der Walpurgisnacht und vor allem Mephisto bestimmt und unisono mit einem absteigenden Oktavmotiv eingeleitet wird, dem wirbelnde Achtelfiguren folgen.
Die wilden Auf- und Abschwünge verbinden den Satz mit der zweiten Klaviersonate ebenso wie mit dem dritten und vierten Klavierkonzert.
Ab Takt 81 (meno mosso) überrascht ein störrisch absteigender punktierter Rhythmus mit dem Anklang an die Dies-irae-Sequenz, ein wildes Charakterbild des Teufels, der im weiteren Verlauf das Geschehen dominiert. Selbst im Gefängnis unterbricht er Gretchens Lied, um sie damit von Faust zu entfremden.
Während sich die Musik zur Raserei steigert, spielt die linke Hand das Dies-irae-Motiv, um den Weg zum Jüngsten Gericht zu weisen.

## Entstehung und Rezeption
Während Rachmaninow an seiner zweiten Sinfonie arbeitete, stieß er auf kompositionstechnische Probleme, wie aus einem Brief an Nikita Morosow hervorgeht. Das Dokument zeigt exemplarisch die Schwierigkeiten zahlreicher Komponisten mit der traditionellen Sonatenform. Für Richard Strauss etwa war sie in der Zeit nach Beethoven nicht mehr geeignet, die „poetische Idee“ auszudrücken. Rachmaninow, für den es ohnehin nicht einfach war, Gedankenführung und Spannungsbögen längerer Konzeptionen durchzuhalten, beschreibt in seinem Brief den Verlauf der Themen im Rahmen des Sonatenhauptsatzes bis zur Reprise, fragt dann aber, „welche Form“ er wählen, ob er „zur Coda greifen“ müsse oder neue Themen brauche und dass es sicher „eine dieser verdammten Rondoformen sein“ würden.
Im Frühjahr 1907 spielte Rachmaninow das Werk anlässlich einer Soiree in der Moskauer Wohnung des Pianisten Wladimir Wilshau einigen Freunden aus dem Autograph vor. Unter den Hörern befand sich auch Igumnow, bei dem Rachmaninows Frau Klavier studiert hatte und der das Werk nicht nur in der russischen Hauptstadt, sondern auch in Berlin und Leipzig spielte, der Stadt von Auerbachs Keller.
Der selbstkritische Komponist war wie so oft sehr unzufrieden und störte sich vor allem an der exorbitanten Länge des Gebildes. Vor der Uraufführung verschlankte er die Sonate um etwa 120 Takte und strich viele Wiederholungen, wodurch sie einen konzentrierteren Eindruck hinterließ. Dennoch war ihr kein großer Erfolg beschieden. So schrieb Joel Engel, der sich häufig für Rachmaninow eingesetzt hatte, es sei auch für einen erfahrenen Pianisten nicht einfach, sich in „dem Gewirr von Passagen, Rhythmen, Harmonien und polyphonen Verflechtungen zurechtzufinden.“
Zwar besteche das Werk durch seine vollendete Form und eine Fülle schöner Einzelheiten, hinterlasse beim Hörer indes einen trockenen Eindruck, so dass Igumnow für seine durchdachte Interpretation zu loben sei.